# Príncipe Djedi
Djedi fue un príncipe egipcio que vivió durante la IV dinastía. Era hijo del príncipe Rahotep y su esposa Nofret, nieto del faraón Seneferu y sobrino del faraón Khufu. Tenía dos hermanos y tres hermanas. Aparece representado en las capillas de la tumba de sus padres donde aparece con el título de "Conocido del Rey".
En un cuento egipcio antiguo, Khufu y los Magos, aparece de hecho un mago llamado Djedi o Dedi, y  es posible que este personaje esté inspirado en el príncipe real Djedi, sobrino de Khufu.